# Eremias szczerbaki
Espèce
Synonymes
- Eremias multiocellata szczerbaki Eremchenko, Panfilow & Zarinenko, 1992

Eremias szczerbaki est une espèce de sauriens de la famille des Lacertidae.

## Systématique
L'espèce Eremias szczerbaki a été décrite en 1992 par les herpétologistes russes Valery Konstantinovich Eremchenko (d) (1949–2014), Alexander M. Panfilov (d) et E. I. Zarinenko (d).

## Répartition
Cette espèce est endémique du Kirghizistan.

## Étymologie
Son nom spécifique, szczerbaki, lui a été donné en l'honneur de Mykola Mykolaĭovych Shcherbak (d) (1927-1998), herpétologiste ukrainien emprisonné dans un goulag entre 1948 et 1954.

## Publication originale
- (ru) Eremchenko, Panfilov & Zarinenko, 1992 : « Konspekt issledowanii po zitogenetike i sistematike nekotorych asiatiskich widow Scincidae i Lacertidae ». Bischkek.